# Гребний слалом на літніх Олімпійських іграх 2024 — каное-одиночки (жінки)
Змагання з гребного слалому на каное-одиночках серед жінок на літніх Олімпійських іграх 2024 відбуваються 30 і 31 липня на Національному олімпійському морському стадіоні Уль-де-Франс у Вер-сюр-Марні. Це друга поява цієї дисципліни на Олімпійських іграх після її запровадження 2020 року.

## Розклад
Вказано центральноєвропейський літній час (UTC+2)
Змагання відбуваються в два дні поспіль.
| Дата          | Час         | Раунд             |
| ------------- | ----------- | ----------------- |
| 30 липня 2024 | 15:00       | Попередні запливи |
| 31 липня 2024 | 15:30 17:25 | Півфінал Фінал    |

## Результати
| Місце | Bib | Каноїстка            | Країна                | Попередні запливи | Попередні запливи | Попередні запливи | Попередні запливи | Попередні запливи | Попередні запливи | Півфінал   | Півфінал   | Півфінал   | Фінал      | Фінал      | Фінал      |
| Місце | Bib | Каноїстка            | Країна                | 1-ша спроба       | Штр.              | 2-га спроба       | Штр.              | Кращий            | Місце             | Час        | Штр.       | Місце      | Час        | Штр.       | Місце      |
| ----- | --- | -------------------- | --------------------- | ----------------- | ----------------- | ----------------- | ----------------- | ----------------- | ----------------- | ---------- | ---------- | ---------- | ---------- | ---------- | ---------- |
| 1     | 1   | Джессіка Фокс        | Австралія (AUS)       | 100.05            | 0                 | 103.10            | 2                 | 100.05            | 2                 | 106.08     | 0          | 2          | 101.06     | 2          | 1          |
| 2     | 3   | Елена Лілік          | Німеччина (GER)       | 107.95            | 4                 | 103.29            | 2                 | 103.29            | 5                 | 113.59     | 0          | 7          | 103.54     | 0          | 2          |
| 3     | 9   | Еві Лейбфарт         | США (USA)             | 108.82            | 0                 | 107.09            | 6                 | 107.09            | 11                | 117.58     | 0          | 12         | 109.95     | 2          | 3          |
| 4     | 5   | Зузана Панькова      | Словаччина (SVK)      | 103.27            | 0                 | 105.71            | 0                 | 103.27            | 4                 | 115.59     | 2          | 9          | 111.07     | 0          | 4          |
| 5     | 8   | Ана Сатіла           | Бразилія (BRA)        | 109.95            | 2                 | 105.16            | 0                 | 105.16            | 7                 | 109.88     | 2          | 5          | 112.70     | 2          | 5          |
| 6     | 6   | Моніка Дорія         | Андорра (AND)         | 101.28            | 0                 | 151.68            | 54                | 101.28            | 3                 | 106.53     | 0          | 3          | 113.58     | 6          | 6          |
| 7     | 2   | Ґабріела Саткова     | Чехія (CZE)           | 99.44             | 2                 | 106.54            | 2                 | 99.44             | 1                 | 105.55     | 0          | 1          | 114.22     | 2          | 7          |
| 8     | 15  | Алена Маркс          | Швейцарія (SUI)       | 109.66            | 2                 | 111.10            | 2                 | 109.66            | 16                | 117.50     | 2          | 11         | 114.61     | 2          | 8          |
| 9     | 13  | Ева Аліна Хочевар    | Словенія (SLO)        | 109.57            | 2                 | 108.22            | 2                 | 108.22            | 12                | 109.22     | 0          | 4          | 115.48     | 0          | 9          |
| 10    | 14  | Мірен Ласкано        | Іспанія (ESP)         | 109.49            | 2                 | 113.60            | 8                 | 109.49            | 15                | 116.27     | 4          | 10         | 116.97     | 6          | 10         |
| 11    | 12  | Вікторія Ус          | Україна (UKR)         | 113.67            | 2                 | 106.09            | 2                 | 106.09            | 9                 | 114.26     | 4          | 8          | 117.98     | 4          | 11         |
| 12    | 4   | Меллорі Франклін     | Велика Британія (GBR) | 104.72            | 2                 | 152.41            | 50                | 104.72            | 6                 | 111.62     | 6          | 6          | 165.15     | 56         | 12         |
| 13    | 7   | Маржорі Делассюс     | Франція (FRA)         | 108.34            | 4                 | 119.22            | 10                | 108.34            | 13                | 118.84     | 6          | 13         | не пройшла | не пройшла | не пройшла |
| 14    | 17  | Вікторія Вольффгардт | Австрія (AUT)         | 114.27            | 2                 | 110.39            | 0                 | 110.39            | 17                | 120.78     | 0          | 14         | не пройшла | не пройшла | не пройшла |
| 15    | 18  | Хуан Цзюань          | Китай (CHN)           | 112.88            | 8                 | 108.47            | 4                 | 108.47            | 14                | 121.64     | 6          | 15         | не пройшла | не пройшла | не пройшла |
| 16    | 16  | Лена Теніссен        | Нідерланди (NED)      | 115.51            | 6                 | 105.33            | 0                 | 105.33            | 8                 | 122.82     | 4          | 16         | не пройшла | не пройшла | не пройшла |
| 17    | 10  | Клаудія Зволінська   | Польща (POL)          | 106.84            | 2                 | 107.89            | 4                 | 106.84            | 10                | 123.64     | 6          | 17         | не пройшла | не пройшла | не пройшла |
| 18    | 11  | Марта Бертончеллі    | Італія (ITA)          | 112.28            | 4                 | 110.43            | 4                 | 110.43            | 18                | 170.28     | 50         | 18         | не пройшла | не пройшла | не пройшла |
| 19    | 20  | Луїс Беттерідж       | Канада (CAN)          | 120.22            | 8                 | 115.60            | 6                 | 115.60            | 19                | не пройшла | не пройшла | не пройшла | не пройшла | не пройшла | не пройшла |
| 20    | 21  | Харука Окадзакі      | Японія (JPN)          | 122.50            | 2                 | 130.42            | 8                 | 122.50            | 20                | не пройшла | не пройшла | не пройшла | не пройшла | не пройшла | не пройшла |
| 21    | 19  | Міхаела Коркоран     | Ірландія (IRL)        | 129.55            | 10                | 168.08            | 52                | 129.55            | 21                | не пройшла | не пройшла | не пройшла | не пройшла | не пройшла | не пройшла |